# Le Journal du Jura
 (novembre 2022).
Si vous disposez d'ouvrages ou d'articles de référence ou si vous connaissez des sites web de qualité traitant du thème abordé ici, merci de compléter l'article en donnant les références utiles à sa vérifiabilité et en les liant à la section « Notes et références ».
Le Journal du Jura est un quotidien francophone suisse fondé en 1871 à Bienne, dans le canton de Berne et édité par une entreprise familiale, W. Gassmann SA, située à Bienne. Quotidien de référence pour la population francophone du canton de Berne, il est diffusé dans l'agglomération biennoise et dans tout le Jura bernois. Le futur prix Nobel de la paix Élie Ducommun fut l’un de ses premiers collaborateurs. Le quotidien Bieler Tagblatt, imprimé et édité par la même entreprise, est son pendant destiné à la population germanophone de Bienne. Les deux quotidiens sont conçus dans les mêmes bureaux de rédaction, dans le Centre des médias, à Bienne.

## Historique
En 1955, le Journal du Jura a récupéré une partie du lectorat de L'Express, journal bilingue édité à Bienne, qui fut repris par l’imprimerie Gassmann et cessa de paraître.
En 1956, Le Journal du Jura reprend le Petit Jurassien (créé à Moutier en 1892 sous le titre de Feuille d'Avis du Jura, jusqu'en 1904) et transforme ce titre en Tribune jurassienne. À l'exception de l'en-tête, le contenu des deux éditions est identique. L'édition Tribune jurassienne est diffusée à Moutier et ses environs. Le Journal du Jura, fut pendant longtemps une feuille de combat des libéraux jurassiens. Il n'a plus d'attaches politiques.
Le Journal du Jura a été récompensé par divers prix, notamment pour la qualité de son impression. En 2005, une de ses journalistes, Isabelle Graber, est lauréate du prestigieux Prix de la Berner Zeitung pour la presse locale.
Le 6 février 2007, Le Journal du Jura modifie en profondeur sa maquette en se rapprochant de L'Express, lui-même déjà pratiquement fusionné avec le quotidien de La Chaux-de-Fonds L'Impartial depuis 1997. Chaque journal garde son propre rédacteur en chef et son éditeur, de même que son imprimerie. Les trois quotidiens conservent chacun leur titre, avec un logo commun Arc Presse, nom de ce projet éditorial. Enfin, chaque journal continue à produire ses propres pages d'actualité locale.
Cependant, à partir du 6 février 2007, les membres d'Arc Presse collaborent de manière rapprochée en publiant plusieurs rubriques en commun, notamment les pages Suisse, Monde, Économie, Culture et Sport, formant tout un cahier commun. Neuchâtel, siège de L'Express/L'Impartial, est par exemple responsable des pages communes des rubriques Suisse, Monde, Économie, Magazine et Culture. Grâce à ce pool médiatique, rendu nécessaire par la concurrence accrue et la pression des journaux gratuits, Arc Presse doit notamment permettre d'attirer des annonceurs désireux d'atteindre un large public francophone dans l'Arc jurassien. Les trois titres cumulent un total de quelque 50 000 exemplaires. À noter encore qu'après de longues négociations durant l'été 2006, Le Quotidien jurassien (25 000 exemplaires) a décidé de ne pas rejoindre Arc Presse.

## Collaborations
Le Journal du Jura a longtemps collaboré avec L'Express, L'Impartial et Le Quotidien jurassien dans le cadre de la combinaison 4x4, étendue à La Liberté et Le Nouvelliste, pour Romandie-Combi. Ce rapprochement s'est récemment renforcé avec L'Express et L'Impartial dans le cadre du projet Arc Presse (voir ci-dessus).